# Yang Jong-ok
Yang Jong-ok (kor. 양종옥; ur. 9 marca 1964) – południowokoreański judoka. Olimpijczyk z Barcelony 1992, gdzie zajął siódme miejsce w kategorii do 86 kg.
Złoty medalista akademickich MŚ w 1986 roku.

## Letnie Igrzyska Olimpijskie 1992
| Konkurencja | Rundy eliminacyjne | Rundy eliminacyjne  | Rundy eliminacyjne    | Rundy eliminacyjne      | Repasaże               | Repasaże               | Klas. końcowa |
| Konkurencja | Przeciwnik I       | Przeciwnik II       | Przeciwnik III        | Przeciwnik IV           | Przeciwnik I           | Przeciwnik II          | Miejsce       |
| ----------- | ------------------ | ------------------- | --------------------- | ----------------------- | ---------------------- | ---------------------- | ------------- |
| 86 kg       | wolny los Z        | Oleg Malcew (WNP) Z | Densign White (GBR) Z | Waldemar Legień (POL) P | Nikoła Filipow (BGR) Z | Hirotaka Okada (JPN) P | 7.            |